# Cânone (Policleto)

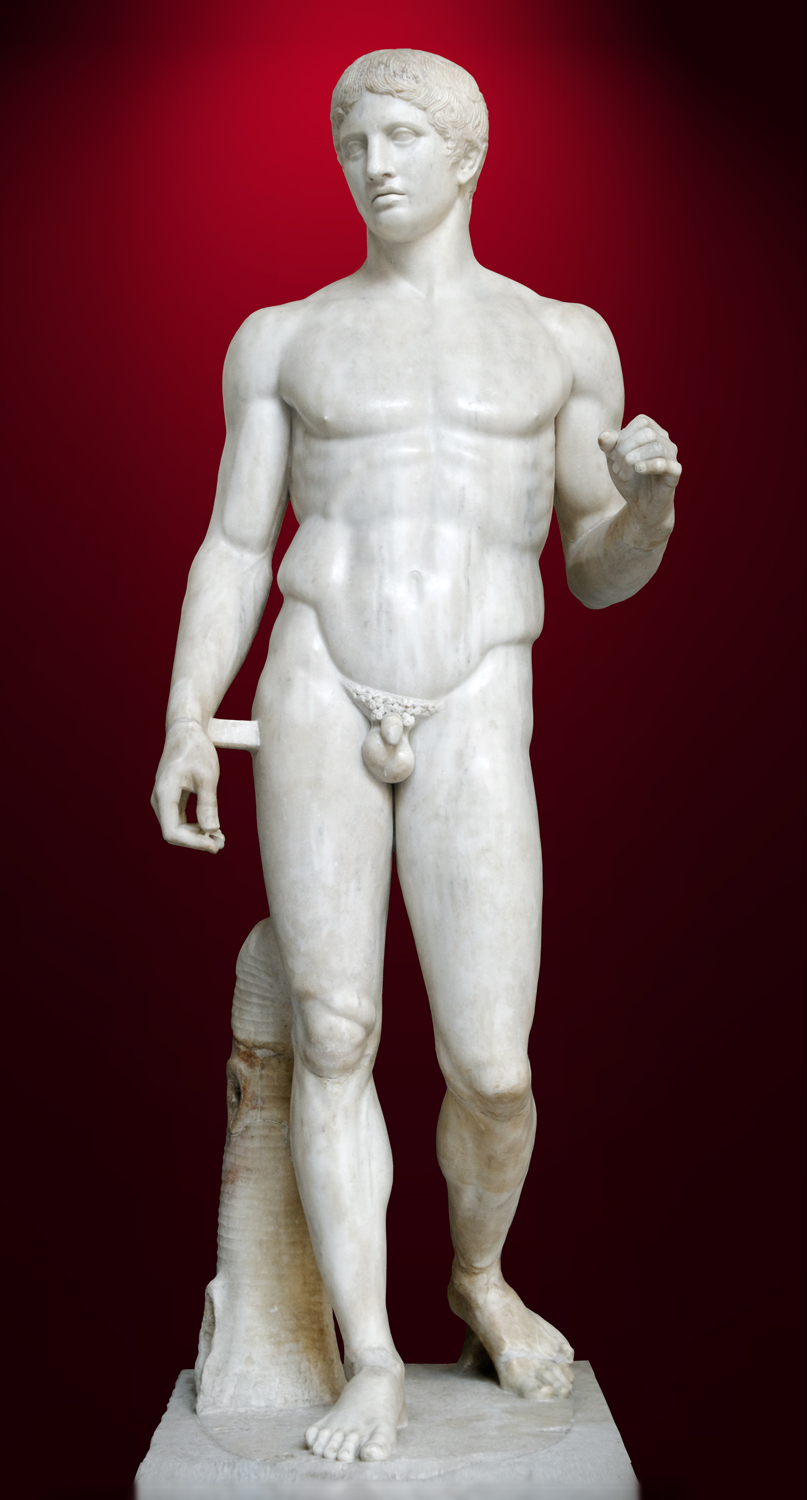
O Doríforo
Uma das melhores cópias existentes, hoje no Museu Arqueológico Nacional de Nápoles

Cânone foi o título de um tratado sobre as proporções do corpo humano escrito pelo escultor grego Policleto em meados do século V a.C. Também foi o nome que ele deu a uma estátua que criou como ilustração de suas teorias.
A palavra "cânone" significa simplesmente "regra". Nem a estátua original nem o tratado sobreviveram. Do tratado só permanecem alusões na obra de outros autores. Galeno, em De Placitis Hippocratis et Platonis, deixou um fragmento sugestivo, mas até hoje de interpretação controversa. Diz ele que
"[…] a beleza […] não está na simetria dos elementos, mas na adequada proporção entre as partes, como por exemplo dos dedos uns para com os outros, estes para com a mão, esta para com o punho, este para com o antebraço, este para com o braço, e de tudo para com tudo, como está escrito no Cânone de Policleto. Tendo-nos ensinado nesta obra todas as proporções do corpo, Policleto corroborou seu tratado com uma estátua, feita de acordo com os princípios de seu tratado, e ele chamou a estátua, assim como o tratado, de Cânone".
Embora não seja uma unanimidade, hoje está estabelecido com pouca margem de dúvida que a estátua citada como se chamando Cânone é a que se conhece atualmente sob o nome de Doríforo (c. 450-440 a.C.), cujas melhores cópias, dentre as 67 que sobreviveram, estão em Nápoles, Berlim e Mineápolis.
O verdadeiro pensamento de Policleto, suas leis e sua didática continuam um enigma, mas podemos supor, a partir das evidências disponíveis, que ele se alinhava intelectualmente à vanguarda de seu tempo, partilhando idéias semelhantes com Fídias, Míron, e outros mestres coevos. Ao longo da história os estudiosos têm se esforçado por decifrar o que ele entendia exatamente por simetria, e por reconstruir o conteúdo do Cânone perdido, tentando descobrir quais teriam sido os números exatos de Policleto para a composição de suas obras de arte. A despeito do esforço, pouco consenso se formou sobre isso, e muito folclore se enraizou mesmo entre os acadêmicos sobre a real substância do tratado, impossível de ser determinada até que se descubra uma cópia, mas todos os escritores modernos concordam que sua arte estava certamente baseada em conceitos matemáticos. Supõe-se, contudo, que suas medidas proporcionais não se baseavam em subdivisões ou multiplicações aritméticas de um padrão básico invariável, mas possivelmente empregou um sistema onde todas as medidas e proporções geravam geometricamente outras, em um efeito de cascata. A vantagem desse sistema consiste em que, indiferentemente à variação no tamanho das figuras, todos os seus elementos constituintes permanecem em uma posição relativa constante e na mesma proporção, possibilitando o seu replicamento em vários tamanhos sem a deformação de seus traços. Foi aventado entretanto que, no contexto do século V a.C., a criação de uma estátua específica como um modelo canônico seria inadmissível, e o relato de Galeno, por conseguinte, seria falso ou impreciso.
As idéias que constituíam a substância do tratado permaneceram como uma influência poderosa sobre a evolução da escultura ocidental desde a Roma Antiga até o Neoclassicismo no século XIX, e admite-se que exerçam ainda um impacto sobre a arte da contemporaneidade.